# Bíblia Stavelot

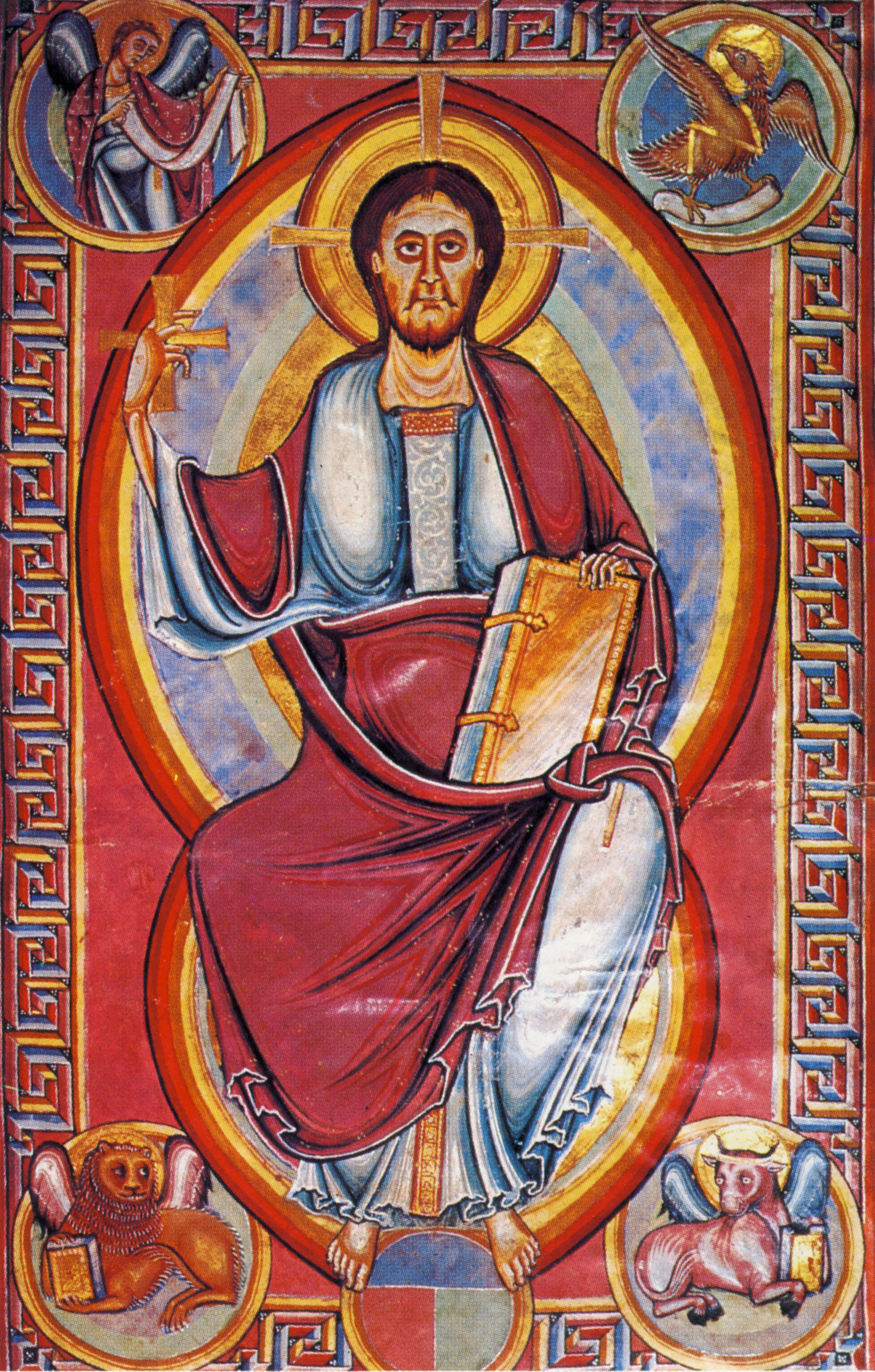
Cristo em majestade; uma página da Bíblia Stavelot.

A Bíblia Stavelot é uma Bíblia manuscrita iluminada românica em dois volumes datáveis de 1093-1097. Foi produzida para o mosteiro beneditino de Stavelot, no Principado de Stavelot-Malmedy da Bélgica moderna, mas não se sabe o local onde foi escrita, tendo levado cerca de quatro anos para ser concluída. Provavelmente era a principal Bíblia litúrgica do mosteiro, mantida no altar da igreja da abadia ou na sacristia, e não na biblioteca. É um dos manuscritos mais importantes de Mosan do último quartel do século XI e compartilha alguns de seus escribas e artistas com a Bíblia anterior de Lobbes e um manuscrito de Josefo, no qual um monge chamado Goderannus era pelo menos um escriba e, possivelmente, o artista principal. Por muitos anos, esteve na Royal Library de Bamberg, até ser adquirida pela British Library, em Londres, onde é catalogada como Add MS 28106-28107 . As páginas medem 581 x 390 mm e há 228 e 240 folhas nos dois volumes.

## Autoria
Os dois volumes do livro foram escritos por dois monges beneditinos, os calígrafos Irmão Ernest (ou Ernesto) e Irmão Goderannus. Goderannus tinha o hábito, útil para os estudiosos modernos, de adicionar colofones com algumas informações detalhadas aos seus manuscritos. Na Bíblia Stavelot, um colofão registra que o trabalho levou quatro anos, incluindo as iluminações e o que foi sem dúvida um magnífico encadernado de metal. A tarefa foi concluída quando " Jerusalém estava sob ataque de muitos povos", em outras palavras durante a Primeira Cruzada. Goderannus havia escrito a Bíblia Lobbes, que outro colofão data de 1084; Naquela época, ele era um monge da Abadia de Lobbes, mas presume-se que ele havia se mudado para Stavelot nos anos seguintes, pois o Josephus também foi feito para a abadia de lá. Muitos estudiosos acreditam que ele também foi o principal artista das miniaturas dos dois manuscritos, embora se considere que pelo menos quatro mãos estavam envolvidas nas miniaturas da Bíblia Stavelot. Em particular, a miniatura mais famosa, a imagem de Cristo em Majestade (mostrada à direita), foi contribuída por um artista diferente, às vezes chamado de "Master of the Holy Majesty", que pode ter sido um leigo. Foi até sugerido que é uma adição posterior ao manuscrito, considerando sua técnica avançada para a época, embora a maioria dos estudiosos ache essa teoria improvável, dado que outros artistas da região sabiam demonstrar precocidade semelhante na época. Um número de outras miniaturas também são atribuídas a este artista, incluindo as arcadas sobre as mesas canônicas. Em geral, os artistas trabalharam aproximadamente em trechos de livros na sequência bíblica, de modo que, por exemplo, as iniciais do Pentateuco estão todas da mesma mão.

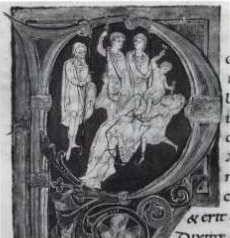
Yael matando Sísera, parte da inicial historiada no início do Livro de Juízes.

## Estilo
O Cristo em Majestade, que chega no início do Novo Testamento, é a única miniatura de página inteira; todos os outros são cartas decoradas e iniciais historiadas em grandes painéis estreitos no início dos livros da Bíblia. Vários deles mostram um grande número de figuras pequenas em cenas diferentes, em particular o "I" de In principio no início do Livro de Gênesis, que ocupa toda a altura da página, com um total de 33 cenas pequenas em um estrutura geométrica, desde os eventos do próprio Gênesis até o Juízo Final. Eles mostram influências variadas, incluindo uma forte estilística da metalurgia e esmaltes de Mosan. O estilo das figuras mostra as influências da tradição alemã da arte otoniana e carolíngia, bem como da arte bizantina, possivelmente mediadas por obras italianas. Há influência decorativa da Anglo-Norman Channel School. As miniaturas mostram tanto a técnica mais antiga de desenhar caneta com cores relativamente claras, quanto o novo estilo, derivado da Itália, de imagens totalmente pintadas usando cores opacas. A decoração entrelaçada da Bíblia Lobbes foi substituída por formas de folhagem. O esquema decorativo do livro é típico das grandes Bíblias monásticas, que durante o período românico foram os livros mais comuns a serem luxuosamente iluminados para exibição, juntamente com o saltério, tendo assumido esse papel do livro do Evangelho. Um exame cuidadoso do padrão grego da fechadura em torno do Cristo em Majestade revelará grupos de triplo e cinco pontos em branco. Todo o esquema baseia-se (no entanto em muitos casos) na banda de mosaicos do século V que decora o arco do Mausoléu de Galla Placidia, Ravena. 